# Ахе

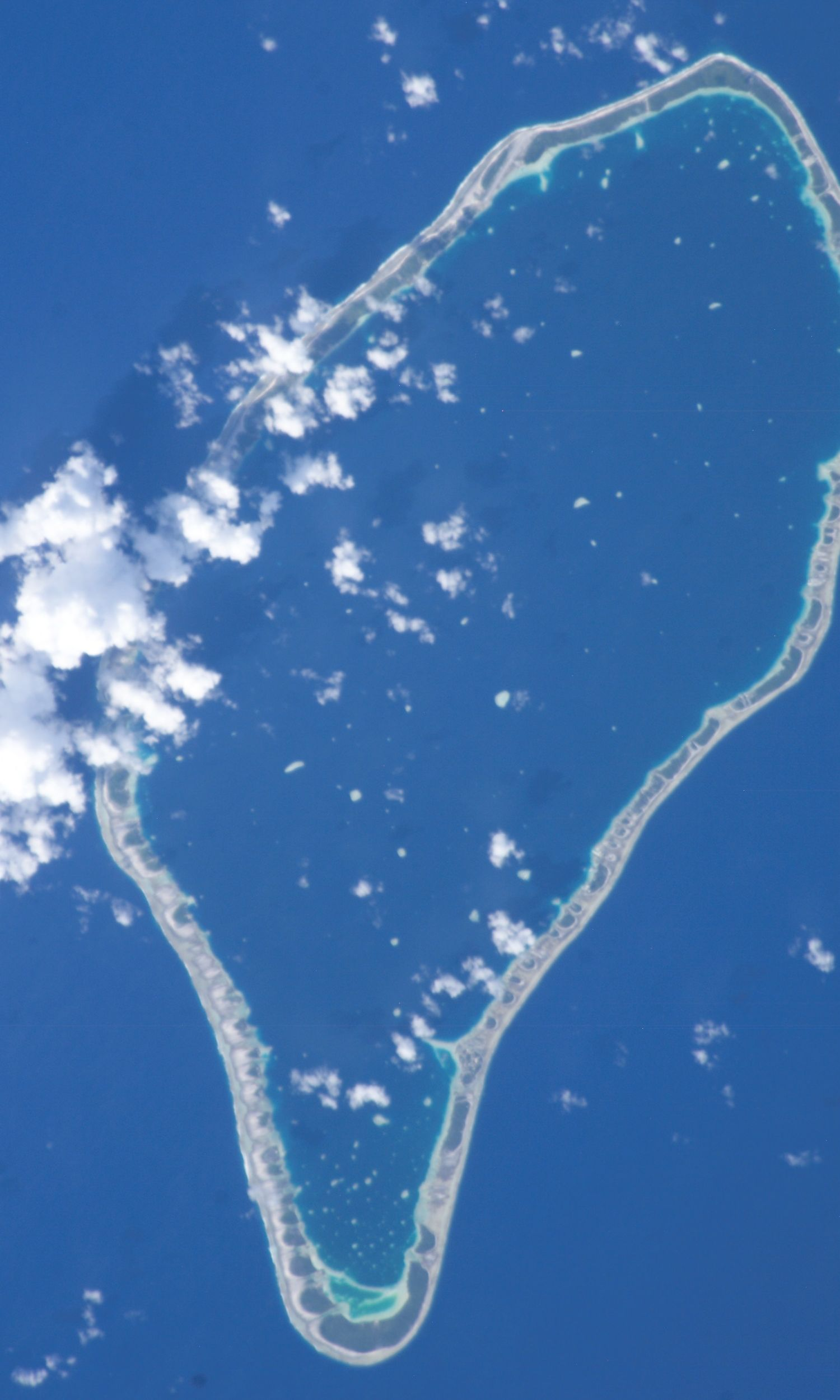
Космический снимок атолла.

Ахе (фр. Ahe) — атолл в архипелаге Туамоту (Французская Полинезия). Расположен в 15 км к западу от атолла Манихи и в 450 км к северо-востоку от острова Таити.

## География
Длина атолла составляет около 20 км, ширина — 10 км. Площадь суши — 12 км². В центре располагается крупная лагуна площадью 138 км². Единственный проход, соединяющий лагуну с океаническими водами, расположен в западной части Ахе.

## История
Остров был открыт 6 сентября 1839 году американцем Чарльзом Уилксом, который назвал Ахе островом Пикок (англ. Peacock).

## Население
В 2007 году численность населения атолла составляла 561 человек. Главное поселение — деревня Тенукупара, расположенная в южной части атолла. На острове есть взлётно-посадочная полоса. Население занимается выращиванием жемчуга в лагуне атолла.

## Административное деление
Административно входит в состав коммуны Манихи.